# 南海2001形電車
南海2001形電車（なんかい2001がたでんしゃ）は、南海鉄道（現・南海電気鉄道）が1929年より導入した電車である。初号車落成当初は電第9号形（電9形）の形式称号で呼称され、間もなく記号番号であったモハ301形が正式な形式称号となったのち、1936年の形式称号改定にてモハ2001形と改形式された。
南海鉄道が大阪 - 和歌山間で並行して走る阪和電気鉄道（現・西日本旅客鉄道（JR西日本）阪和線）への競合対策用として1929年より製造を開始した大型鋼製電車である。当時日本最大級の20 m級車体に、主電動機として150 kW級モーター4基を搭載し、こちらも電車としては日本最大級となる800馬力の大出力を発揮した。戦前の南海を代表する電車であり、当時の南海社内では「大型」の呼称が用いられ、特急・急行用として長らく愛用された。1936年には日本初の「冷房電車」にもなっている。ペアを組む制御車の電附第12号形（電付12形とも呼称、クハ911形を経てクハ2801形へ改形式）およびクハ2851形（18 m級車体）も含めて合計45両が、南海鉄道時代の1929年から、現・南海電気鉄道成立後の1950年まで21年の長期にわたり断続的に製造された。

## 仕様
昭和初期の関西私鉄では、1927年に第1陣が竣工した、19 m級車体に150 kW級主電動機を4基搭載する画期的大型電車である新京阪鉄道P-6形（後のデイ100形→阪急100形）を皮切りに、19 mから20 m級の車体と200馬力級の大出力モーターを備える大型高速電車が各社で続々と輩出されていた。本形式もその潮流上に位置する形式である。
もっとも、その一方で主電動機については、自社線の架線電圧が直流600 Vであったことから、直流1500 V電化の他社向け大型高速電車と比較して厳しい条件の中で、従来電車用大出力電動機の実績のなかった日立製作所製の主電動機を採用していることが本形式の大きな特徴である。
600 V電化のハンデキャップがありながら、本形式の車両としての基本性能は、1500 V電化の並行線である阪和電鉄が擁した、同じ800馬力車のモヨ100・モタ300を凌駕し得る水準にあった。
反面、本形式は大電流・大出力の重量級車ゆえに経済性の面では難があり、そのため南海は1933年から普通・区間列車用として、「中型」ことモハ1201形を量産した。こちらは経済的な定格出力75 kW=100馬力の三菱電機MB-146-SFR形主電動機を搭載する18 m級車で、2001形と並んで1930年代の南海電車を代表する存在となった。

### 車体
20 m級2扉の半鋼製車である。
大型鋼製車としては比較的早期の製品故に、最初のグループでは重い魚腹台枠でリベット組み立てが多用されているが、戦前製でも昭和11年型と呼ばれるグループになると台枠は軽量な形鋼通し台枠となり、溶接が多用されてリベットの数が目に見えて減るなどして軽快感が大幅に増している。さらに、戦後製のグループでは全溶接化が実現してリベットは完全に姿を消している。
戦前・戦中の製造グループは形態の相違にかかわらず全車2段上昇式窓を備えたが、戦後の戦災復旧車は1段下降窓に変更されており、外観上やや鈍重になっているのは否めない。
塗装は、新造時から全廃直前までは南海伝統の深緑色の車体に鉛丹塗りの屋根、それに特急・急行車のみに施された前照灯ケースの白色塗装がワンポイントとなっていたが、昇圧を控え、旧型車についても車体色を2051系増備車より採用されたオリエンタルグリーンとグリーンの2色濃淡塗り分けを標準とすることとなったため、この塗色変更決定以降、廃車までの間に定期検査周期が巡ってきた一部車両については2色塗り分け化が実施されている。

### 電装品
制御器は三菱電機製ALF-PCで、その型番（Automatic acceleration / Line voltage / Field tupper - PC compatible：自動加速 / 架線電圧動作 / 弱め界磁機能 - PC互換）が示す通り、ウェスティングハウス・エレクトリック社の間接自動制御器の系譜に連なる機種でありながら、在来のゼネラル・エレクトリック社系PC制御器との互換性を備えており、機構的には混用が可能であった。もっとも実際には急行・特急運用で弱め界磁を使用する必要性があったことから、原則的にALF-PC搭載車のみで編成を組んで運用された。
主電動機は日立製作所HS-262-AR（端子電圧600 V時1時間定格出力150 kW=200馬力、定格回転数720 rpm）を主として採用する。また、一部の車両については東洋電機製造TDK-541-Aや三菱電機MB-186-AFRといった、当時同社が他形式で採用していた電動機メーカー2社の同等品も採用され、新造時の車番で301 - 308・311 - 314・317がHS-262-ARを、309・310・モハ2017・2018がMB-186-AFRを、そして315・316がTDK-541-Aをそれぞれ装備して竣工した。また、戦後は日立HS-2501も併用された。
本形式の主電動機は、いずれも600 V電化ゆえに電流量が1500 V電化の他社向け同クラス品（端子電圧750 V仕様）と比較して単純計算で25 %増えることから、冷却機構や整流子の設計、あるいは絶縁材の耐熱性能などで技術的ハードルが高く、しかも狭軌用ということでバックゲージも狭く軸方向の寸法が制限される、という極めて厳しい制約の下で設計されていたが、いずれもそれらの制約を見事にクリアしており、特急・急行運転で威力を発揮した。
もっとも、これらの電動機は端子電圧600 Vで最大の出力を得られるように最適化されたかたちで設計されているため、発熱量増大を伴う端子電圧の昇圧に耐えられず、後年の本形式の寿命を決定づける事になった。
また、大電流の600 V用150 kW級主電動機を備えた大型車は地上設備にとっても負担となり、本形式第1陣の入線までに各変電所の増強と軌道強化が南海本線全線で実施されている。
本形式の電装品は当時の南海が保有していた、70馬力から105馬力程度の電車用主電動機を装備する凸型電気機関車群と比較しても格段に大出力・高速型であり、1934年の紀勢西線直通列車運転開始時には、当然のごとく直通客車の牽引車両として抜擢されている。

### 台車・ブレーキ
台車は当時日本の私鉄電車で一般的であったアメリカ・ボールドウィン社系のビルドアップ・イコライザー台車（帯鋼リベット組立構造）である日本車輌製造D-20を基本に、一部が住友金属工業製同等品である98A-45NC4-3を装着する。なお、日本車輌製造D-20はライバル、阪和電気鉄道がその部分開業にあたって新製したモタ300・クテ700形用として設計された汽車製造KS-20（国鉄DT28）の同等品である。
自動空気ブレーキ機構は、自社線地上設備の制約から長大編成化が当面無いことや、線形を考慮して、同時代の同級車である新京阪P-6形や参宮急行電鉄2200系電車（1930年）、競合する阪和のモタ300形電車（1929年）などに採用されていた、アメリカで開発された長大編成用ブレーキ弁の「U自在弁」の採用は見送られ、より一般的なM三動弁とされた。戦後は6両連結が可能で応答性の良いA動作弁への換装が進められたが、最後まで最大5両編成で運用された。

### 冷房電車
このグループの電車は、1936年に日本で初めて冷房を搭載した「冷房電車」である事が知られている。これは阪和電鉄への対抗サービスの一策として企画されたものであるが、元々南海はこの種のサービスに熱心な会社であり、電7系では特別室および喫茶室限定ではあるが、新造時より扇風機を設置した実績があった。
1936年夏前に、大阪金属工業（現・ダイキン工業）製の電動冷凍機「ミフジレーター」を改造し、重量2.5 tに及ぶ巨大な車載冷房システムを開発した。冷媒として用いられていたメチルクロライド(CH3Cl)は、当時の日本における最新の量産冷媒で、のち大和型戦艦の弾薬庫冷却・艦内冷房用冷凍機にも採用されている。
この試作冷房装置は、クハ2801形2802に搭載されることとなり、1936年6月12日に設計変更認可および特殊設計許可を申請、同年7月21日に竣工した。この特殊設計許可申請は、屋上搭載の機器（エバポレータ）が大型で車両定規をはみ出すために特認を得るべく出されたものであった。
構造的には、4基のエバポレータユニットを屋根上に、コンデンサ、コンプレッサー、冷媒貯液タンク、冷媒用フィルター、そしてそれらを駆動する10馬力電動機を床下にそれぞれ2セットずつ分散搭載するという極めて大規模なシステムで、しかもこの装置は高圧ガス取り扱い免許を要するため、その保守調整に有資格者が専任の検車係を担当せねばならず、現在の冷房装置のように冷媒を完全密封状態で運用できないため、動作状況に応じて膨張弁を手動調整する必要があるという、非常に手間のかかるものであった。また、冷媒のメチルクロライドは貴重品で高価だったため、0.1%のアクロレンを混入してガス漏洩時の検出を容易にした。
クハ2802とペアを組む電動車のモハ2001形2002には、重量・スペースの関係で冷房装置の直接搭載が非常に困難であり、代替として灯具と一体化した送風装置が装備された。この送風装置はシャンデリアに類似した形状から「ファンデリア」と命名され、戦後、冷房普及期以前の1950年代から1960年代に私鉄電車に普及した換気装置の始祖となった。
この冷房車を含む2002+2802編成は、南海本線の特急・急行列車に優先的に投入された。しかし、元々大電力消費の200馬力級電動機搭載車に、消費電力の大きな冷房装置を重ねて追加したため、運用してみると電力消費量が異常に大きいという問題が判明した。あまりの電力喰いに閉口した南海の重役が「これなら難波駅でお客はんみんなにコーヒ（コーヒー）振る舞うた方がマシ」とぼやいたという逸話も伝えられている。だがこの当時、一般大衆が冷房の恩恵に浴する機会は大都市の百貨店程度に限られていただけに、乗客からは非常な好評を博することになった。
このような大反響に気を良くした南海首脳陣は冷房電車の本格的な増備を決定し、翌1937年夏にはモハ2001形+クハ2801形の編成のうち、前年改造されたモハ2002+クハ2802の再改造を含むモハ2001 - 2004+クハ2801 - 2804の8両4編成に、改良された冷房装置を搭載した。冷房装置そのものは、前年の物に比して各部の改良が実施されており、これをクハの床下、難波寄り乗務員室、および屋上に搭載した。
また、冷房がなく苦情が寄せられたモハについては屋上に風洞を設け、相棒のクハから蛇腹風洞で冷風を供給し、貫通路経由で暖まった空気をクハの難波寄り乗務員室に戻すという手法で2両分の冷房化を実現した。このため、本系列は通常2両から5両の範囲で自由に編成を組み替えて運用されていたが、これら冷房改造車に限り、蛇腹風洞の取り付け位置の関係上、ペアを組むモハは風洞の邪魔になるパンタグラフが連結面側に来ない難波寄りに連結され、クハの冷房装置は編成中央となる難波寄りに搭載されており、冷房使用時には難波方からモハ-クハとなる2連単位で固定編成として運用された。
冷房装置の改良点としては、冷凍能力の強化、冷媒へのアクロレン混入廃止、膨張弁の自動調節化、換気回数の増大、空気吹き出し口の増設などが挙げられ、特に冷凍能力は2両分の供給能力が求められたこともあり、1両分で15冷凍トン(=49,800 kcal/h=57.9 kW)から2両で40冷凍トン(=132,800 kcal/h=154.4 kW)へと大幅強化が実現した。
1937年夏の難波駅では、乗客が先行する非冷房車を見送って後発の冷房車に乗り込む光景がしばしば見られ、乗客が殺到した冷房電車の方がかえって暑くなることさえあったという。しかし、折しも同年7月には日中戦争が勃発し、扇風機を装備した電車さえ一般的ではなかった当時の当局の判断として「非常時に冷房電車は贅沢」との指摘がなされ、この1937年のわずか1シーズン限りで冷房使用は停止された。その後、デッドウェイトにしかならない重い冷房機器類は撤去されたが、南海では将来の冷房復活を計画していたらしく、戦後の1940年代まで空襲から生き延びた2001形の元冷房車には、屋上に冷風ダクトを残していた例が複数見られた。
なお、蛇腹風洞による集中冷房方式は、戦後の1957年、近畿日本鉄道が特急電車2250系・6421系を川崎重工業のKM式集中冷房装置を用いて冷房化改造した際に再採用されている。この近鉄電車の冷房化以降、日本では電車の冷房化が広まっていくことになるが、南海での冷房電車の試みは戦前私鉄では唯一であり、しかも特別料金を取らない列車に対するサービスであったという点で先駆的な取り組みとして評価されるものである。
なお、その後2001形に再び冷房が取り付けられることは無く、後述の通り昇圧を機に全廃となった。南海で再び冷房車が登場するのは、1961年（昭和36年）の20000系こうや号を待つことになり、料金不要の車両は1970年（昭和45年）登場の、奇しくも2001形の置き換えも目的の一つとして登場した7100系2次車以降にて復活、皮肉にも2001形の引退をもって夏季の急行列車の大半が冷房化することとなった。

## 個別グループ

### 戦前竣工グループ
戦前型は以下の3グループに分類される。

#### 「昭和4年型」
1929年の1次車20両を「昭和4年型」と呼ぶ(301 - 310・911 - 920)。魚腹台枠を持つ半鋼製車で、深い屋根にきついカーブを描く前面水切りが特徴である。なお、このグループは301 - 306・911 - 917が日本車輌製造、307・308・918・919が田中車輌、309・310・920が大阪鉄工所で製造されている。

#### 「昭和5年型」
1930年の2次車12両を「昭和5年型」と呼ぶ(311 - 317・921 - 925)。構造は昭和4年型と変わらないが、屋根が浅くなりこれに伴い前面水切りのRもゆるくなって軽快感が増している。このグループは当初311 - 313・921 - 924が日本車輌製造で、314 - 316が川崎車輛で新造されたが、1931年に1次車の309・916が事故焼失したため、1932年に田中車輛にて2次車の追加として317・925を新造し補充を行っている。

#### 昭和11年型
1936年に日本車輌製造で製造した3次車2両を「昭和11年型」と呼ぶ。2次車登場後6年間の車両設計技術の進歩を受けて構造が一変しており、20m電動車でも形鋼通し台枠で強度確保できるようになったことから、本グループから形鋼通し台枠化し、大幅な軽量化が実現したのが最大の変更である。窓の背が高くなったことから車内が明るくなり、側窓の幅が拡幅されたため、窓配置が変更され、扉間の窓が1枚減ってd3D9D3dとなり、同時期製造のモハ1210 - 1217と同様に前面に短いスカートと左右の窓上に押し込み式通風機が付いたことで外観の印象が一変した。また、これまでモハはロングシートであったが、本グループでは転換クロスシートによるセミクロスシート化された。

### 戦後竣工グループ
戦後型は以下の3グループに分類される。

#### 戦時型
1943年に割り当て認可を受けた4次車5両は「戦時型」と呼ばれる。ただし、これらは資材難から戦時中には完成せず、1948年にクハ2821 - 2825として田中車輛の後身であり、近畿日本鉄道の子会社でもある近畿車輛で竣工し、翌1949年に電装してモハ2024 - 2028に改番された。このグループは製造メーカーの相違などから、車体のサイドシルが従来の段付ではなく平帯状に変更され、前面窓高さが側窓よりウィンドヘッダー分だけ高くなって乗務員扉と共にヘッダーが省略されるなど、従来とはやや異なった印象の造形となった。このグループは主電動機に三菱電機MB-186-AFRを装備していた。

#### 戦災復旧車
戦後、1・2次車のうち、戦災による被災車を復旧名義で1949年に富士車輌で代替新造した。番号は順に2001・2002・2008・2009・2014・2804・2809・2810・2814で、これらはモハはそのまま、クハは電装して順に2022・2023・2020・2021に改番して車体新造の上で復帰している。
この戦災復旧車は4次車の設計を基本としているが、最終型となる5次車を含め、全溶接でリベットはないが1段下降式の小さな窓が並ぶ重々しい造形に変貌している。もっとも、車体構造そのものは3・4次車と同様に形鋼通し台枠となっており、重厚な外観とは裏腹に、復旧前に比して大幅な軽量化が実現している。この1段下降式の側窓は特に混雑時の換気・通風上はその利便性が高く、扉配置を含め戦後の後継形式であるモハ11001・12001形にも継承された。

#### 最終増備車
1950年に製造された5次車6両は特に呼び名を持たない。クハ2801形2810 - 2815として製造されたこれら6両は、先行する戦災復旧車に準じた車体を持つが、全長が725mm延伸されるなど、各部の寸法が微妙に異なっている。製造は2810・2811が近畿車輛、2812が日立製作所笠戸工場、2813が創業間もないナニワ工機、2814が帝國車輛工業そして2815が富士車輌、とバラバラに発注されており、今後の車両発注先を見極める意図があったと考えられる。
これらは2810・2811が川崎車輌製軸梁式台車であるOK-5を、2812 - 2815が扶桑金属工業製ウィングバネ式鋳鋼組立台車のFS-1（製作番号：H2025、別名KS-73W、社内呼称F-24。国鉄向けの形式名はTR37（後のDT14））を装着して竣工しており、こちらも新型台車ブームに乗って新しい軸箱構造をテストする目的があったと推測される。

### クハ2851形
モハ2001形は後述のように南紀（紀勢西線）直通の省線からの乗り入れ客車牽引に使用されていたため、クハ2801形に対してモハ2001形の両数が多めになっていた。ところが1939年に南海が阪和電鉄を1940年に合併することが決まり、以後南紀直通客車は阪和電鉄線乗り入れに統一されることになった。このためモハ2001形が余剰になる見込みとなったため、急遽製造中だったクハ1901形のうち2両の制御器を中型車標準のPCコントロールに代えてクハ2801形と同じALF-PCを搭載し、ブレーキも中型車で一般に採用されていた、ゼネラル・エレクトリック(GE)社製J三動弁によるAVRブレーキ（制御管式）に代えてM弁使用のACMブレーキ（元空気溜管式）とすることでモハ2001形とペアを組む制御車に仕立てたものである。よってモハ1201形と同じく18m級車体であった。形態的には「昭和11年型」に類似していた。

## 変遷

### 戦前・戦中
誕生とともに南海本線の特急・急行列車の運用をそれまで担っていた電7系に取って代わって担うこととなり、以後戦後の1954年にモハ11001形が登場するまで南海の看板車両の座を譲ることはなかった。また、1934年に運転の始まった南紀直通列車として乗り入れてくる省線客車の牽引にはモハ2001形が2両であたった。南紀直通列車は1940年の阪和電鉄の併合に伴い運転終了となった。戦中も平時と変わらず運行されたが、1945年に至って戦災により9両もの焼失車を出す被害を受けた。

### 戦後
終戦直後は戦災を逃れた車両も酷使のために稼動車が少なく、モハ2001形の自走不可能なものやクハ2801形を客車代用に省線から借り入れのC58形蒸気機関車や8620形蒸気機関車牽引の列車が運行された。やがて修繕も進み、「戦時型」や戦災復旧車・最終増備車の建造も行われて、戦前と同様に優等列車主体に用いられた。南海本線の主力車両として後継車であるカルダン駆動のモハ11001形が登場した後も、大出力大型車であることからこれに互して長く第一線で用いられたが、やがて7000系の大量増備が始まると普通列車運用にまわることが多くなった。
もっとも、1955年以降はカルダン駆動でより高速なモハ11001形の導入で電動車比率を高く維持する必要が薄れたことから、1961年のモハ2051形製造時にモハ2025 - 2028から主電動機などの電装品が供出されてクハ2816 - 2819に改造されている。
また、1951年に南紀直通列車が復活した。当初は国鉄客車の乗り入れであったが翌1952年に専用客車サハ4801号による南海からの乗り入れに変わった。この南紀直通客車の牽引にはモハ2001形3両が指定された。この運用は出力と速度の関係で他の車両で代替するのが難しかったことから、モハ2001形は営業最終日（1970年7月16日）までサハ4801による南紀直通客車牽引運用に充当されていた。なお、この南紀直通列車は南海線内は特急扱いであったため、モハ2001形は営業最終日まで定期特急運用に充当される結果となった。
モハ2001形は番号と形態の関連性が無い状態が不便だったのか、1967年になって形態ごとに分類の上で、古い形態のものから順に並ぶように改番が実施された。つまり、戦災復旧車は形態上は最新となるため、いったんこれらを抜いて順に詰めてリナンバリングし、最後に戦災復旧車を追い番で付番するという形がとられたのだが、この結果本形式の番号把握は非常に難しくなった。なお、1968年に使用が開始されたATS取り付けに関連して、ATS機器購入費用を節約するため、クハ2801形の大半は運転台の使用頻度が低かったことからその機器を撤去して付随車化され、サハ2801形となった。

#### 廃車の背景-昇圧対応不可能
1960年代に至り、南海線の昇圧が検討されるようになると、モハ2001形の大出力は（さながら巨大化した恐竜のごとく）却ってその寿命を縮める一因となった。
本形式の主電動機は、端子電圧600Vで定格出力150kWを実現するために極限に近い設計が施されており、昇圧工事は非常に困難であった。また、仮に絶縁強化等を行ってこのまま昇圧できたとしても、端子電圧750V時の定格出力が187kW≒250馬力、という過剰性能となってしまい、メンテナンスコストを考慮するまでもなく、そのまま昇圧工事を実施するのは不経済に過ぎた。当時日本の電車用モーターで最強を誇った初代新幹線電車（0系）用モーターであるMT200が定格出力185kWであったことからも、昇圧改造した場合のオーバースペックぶりがうかがえる。
モハ2001形は、1970年7月まで南海本線で使用された後、新造の7100系に代替廃車された。またモハ2051形は主電動機交換を、モハ12001形は電装解除をそれぞれ実施された。こうして、1973年10月に実施された南海本線の架線電圧1,500V昇圧までに、2001形由来の200馬力級主電動機はすべて廃棄されている。
同時期の関西私鉄が建造した他の大出力大型電車にも共通することだが、自重が重く変電所にも負担になる本形式を譲受しようという地方私鉄は現れなかった。ほとんど全車が廃車→解体の道を辿っており、唯一さやま遊園に保存されたモハ2001（旧モハ2006）も結局1975年頃に解体処分されている。
クハ2851形は1962年にペアをモハ1501形（国鉄モハ63形割り当て車）に換えるようになり、以後モハ2001形とは別の変遷をたどった。モハ1501形が全廃となった後の1968年には、廃車からの電装品により電動車化、室内を改装の上モニ1045形（1045，1046）となり南海本線の荷物列車に使用された。荷物輸送は1973年6月廃止となり、モニ1045形は同年10月23日付廃車となった。